# Hoesdorf
Hoesdorf (lb. Héischdref, Héisdref) – wieś (Uertschaft) we wschodnim Luksemburgu, w kantonie Diekirch, w gminie Reisdorf. Do 3 października 2015 miejscowość leżała w dystrykcie Diekirch. Wieś zamieszkują 143 osoby (1 stycznia 2023).